# Карло Любек
Карло Любек (на немски: Carlo Ljubek, роден на 21 май 1976 в Бохолт, Германия) е немски актьор.

## Живот
Любек е син на хърватски емигранти и е роден в Бохолт, Германия. Там посещава градското католическо училище. В Мюнхен завършва обучение за индустриален търговец. В Кьолн следва история и немски. На 21-годишна възраст за първи път стъпва в театъра – като зрител. В Мюнхен от 1999 до 2002 учи актьорство майсторство.
През 2007 година участва във филма „Светът е голям и спасение дебне отвсякъде“, обща продукция на България, Германия, Унгария и Словения.